# Stadelbach (Würm)
Der Stadelbach ist ein über fünf Kilometer langer, etwa südwestwärts laufender Bach im Enzkreis in Baden-Württemberg, der östlich von Friolzheim als Seegraben entspringt und unterhalb des Dorfes Mühlhausen an der Würm von Tiefenbronn von rechts in die Würm mündet.

## Geographie

### Verlauf
Der Stadelbach entspringt als Seegraben am nordwestlichen Hang des Dünnbergs, des nordöstlichsten Ausläufers des Betzenbuckels im nach diesem benannten Naturschutzgebiet im Heckengäu. Auf einer Länge von ca. 4 Kilometern fließt er von dort kanalisiert, teilweise unterirdisch, in einer Mulde an der Nordwestseite der Hügelkette des Naturschutzgebiets vorbei bis in die Tiefenbronner Seewiesen. Dort unterquert er die Tiefenbronner Straße (K 4653) und fließt dann in derselben südwestlichen Richtung weiter unter dem Namen Stadelbach, bis er wenig unterhalb des Tiefenbronner Dorfes Mühlhausen an der Würm von rechts in die Würm mündet.

### Zuflüsse
Von der Quelle zur Mündung:
- Brühlgraben (?), von rechts auf etwa 433 m ü. NHN gegenüber der Kläranlage von Friolzheim, rund 1,0 km. Entsteht in Friolzheim.
- (Feldweggraben aus Richtung des Mühlhofes), von rechts auf etwa 425 m ü. NHN nach der Unterquerung der L 1176 Friolzheim–Heimsheim, 0,7 km.[LUBW 2]
- Seegraben (!), von rechts auf etwa 415 m ü. NHN in den Tiefenbronner Seewiesen, 0,6 km.[LUBW 2]
- Passiert einen Teich rechts am Lauf auf etwa 400 m ü. NHN am Eintritt in die Waldklinge des Unterlaufs, über 0,1 ha.[LUBW 4]

## Natur
Mitte des 20. Jahrhunderts wurde das Bett des Seegrabens begradigt und teilweise mit Betonhalbschalen ausgelegt, seine Böschungen mit Natursteinen gepflastert. Damit sollte der Seegraben, ein Gewässer dritter Ordnung, besser als Vorfluter für die Entwässerung und Entlastung des Regen- und Mischwassersystems von Friolzheim tauglich gemacht werden. Dies führte jedoch dazu, dass das Gewässer, anders als noch zu Zeiten seines frei mäandrierenden Laufs zuvor, schneller abfließt und nun vor allem im Spätsommer oft einen sehr verringerten Durchfluss hat oder sogar ganz trockenfällt.
Nach einem Bericht aus dem Jahre 2014 hatte damals Friolzheim Probleme mit Hochwasser infolge einer unzureichend dimensionierten Kanalisation, die deshalb aufgerüstet werden sollte. Da ihr am Ortsrand verlaufender Vorfluter Seegraben das dann schneller fortgeschaffte Wasser aufnimmt, würde durch diese Maßnahme jedoch dessen schon bestehende Hochwasserneigung bei Starkregen verstärkt. Deshalb wurde eine Entlastung durch ein Rückhaltebecken oder eine Weitung des Grabenquerschnitts des Seegrabens erwogen.

### Schutzgebiete
- Betzenbuckel, Naturschutzgebiet links des oberen Laufs
- Tiefenbronner Seewiesen, Naturschutzgebiet beidseits des Mittellaufs[LUBW 5]

### LUBW
Amtliche Online-Gewässerkarte mit passendem Ausschnitt und den hier benutzten Layern: Lauf und Einzugsgebiet des Stadelbachs

Allgemeiner Einstieg ohne Voreinstellungen und Layer: Daten- und Kartendienst der Landesanstalt für Umwelt Baden-Württemberg (LUBW) (Hinweise)
1. 1 2  Höhe nach dem Höhenlinienbild auf dem Hintergrundlayer Topographische Karte.
2. 1 2 3  Länge nach dem Layer Gewässernetz (AWGN).
3. ↑  Einzugsgebiet nach dem Layer Basiseinzugsgebiet (AWGN).
4. ↑  Seefläche nach dem Layer Stehende Gewässer.
5. ↑  Schutzgebiete nach dem einschlägigen Layer.

### Andere Belege
1. ↑  Friedrich Huttenlocher, Hansjörg Dongus: Geographische Landesaufnahme: Die naturräumlichen Einheiten auf Blatt 170 Stuttgart. Bundesanstalt für Landeskunde, Bad Godesberg 1949, überarbeitet 1967. → Online-Karte (PDF; 4,0 MB)
2. ↑  Abfluss-BW - Daten und Karten
3. ↑  Stuttgarter Zeitung, Stuttgart Germany: Friolzheim: Hochwasserschutz verlangt der Gemeinde viel ab. Abgerufen am 17. Mai 2019.